# Liste der Nummer-eins-Hits in Norwegen (1976)
Diese Liste enthält alle Nummer-eins-Hits in Norwegen im Jahr 1976. Es gab in diesem Jahr jeweils sechs Nummer-eins-Singles und -Alben.
| Singles | Alben |
| --- | --- |
| - Rod Stewart – Sailing - 17 Wochen (47/1975 – 11/1976) - Roger Whittaker – The Last Farewell - 3 Wochen (12/1976 – 14/1976) - Harpo – Moviestar - 1 Woche (15/1976, insgesamt 11 Wochen) - Brotherhood Of Man – Save Your Kisses For Me - 10 Wochen (16/1976 – 25/1976) - Harpo – Moviestar - 10 Wochen (26/1976 – 35/1976, insgesamt 11 Wochen) - ABBA – Dancing Queen - 12 Wochen (36/1976 – 47/1976) - Pussycat – Mississippi - 7 Wochen (48/1976 – 2/1977) | - Rod Stewart – Atlantic Crossing - 7 Wochen (53/1975 – 6/1976) - ABBA – Greatest Hits - 1 Woche (7/1976) - Roger Whittaker – The Last Farewell - 20 Wochen (8/1976 – 27/1976) - Rod Stewart – A Night On The Town - 2 Wochen (28/1976 – 29/1976) - Tina Charles – I Love To Love - 13 Wochen (30/1976 – 42/1976) - ABBA – Arrival - 19 Wochen (43/1976 – 9/1977) |
| | |

Siehe auch: Nummer-eins-Hits 1976 in  Australien, Belgien, Deutschland, Finnland, Frankreich, Irland, Italien, Japan, Kanada, Neuseeland, den Niederlanden, Österreich, Schweden, der Schweiz, Spanien, den Vereinigten Staaten und im Vereinigten Königreich.